# نیکلا رووه
نیکلا رووه (فرانسوی: Nicolas Ruwet‎؛ ۳۱ دسامبر ۱۹۳۲ – ۱۴ نوامبر ۲۰۰۱) زبان‌شناس، استاد دانشگاه، منتقد ادبی، و مترجم اهل فرانسه بود. او در توسعهٔ دستور زبان زایشی نقش داشت.